# Annepont
Annepont is een gemeente in het Franse departement Charente-Maritime (regio Nouvelle-Aquitaine) en telt 264 inwoners (2004). De plaats maakt deel uit van het arrondissement Saint-Jean-d'Angély.

## Geografie
De oppervlakte van Annepont bedraagt 8,7 km², de bevolkingsdichtheid is 30,3 inwoners per km².
De onderstaande kaart toont de ligging van Annepont met de belangrijkste infrastructuur en aangrenzende gemeenten.

## Demografie
Onderstaande figuur toont het verloop van het inwonertal (bron: INSEE-tellingen).